# Horbel - Hoflar - Birkenberg
Das Naturschutzgebiet Horbel – Hoflar – Birkenberg liegt im Landkreis Schmalkalden-Meiningen und im Wartburgkreis in Thüringen. Es erstreckt sich nordwestlich von Kaltenwestheim, einem Ortsteil der Stadt Kaltennordheim, direkt an der westlich verlaufenden Landesgrenze zu Hessen. Östlich des Gebietes verläuft die B 285 und südlich die Landesstraße L 1124.

## Bedeutung
Das 557,8 ha große Gebiet mit der NSG-Nr. 237 wurde im Jahr 1990 unter Naturschutz gestellt.